# Jenakijewe
Jenakijewe (ukrainisch Єнакієве; russisch Енакиево Jenakijewo) ist eine Stadt in der Oblast Donezk im Osten der Ukraine. Die Stadt hat etwa 80.000 Einwohner (2016).

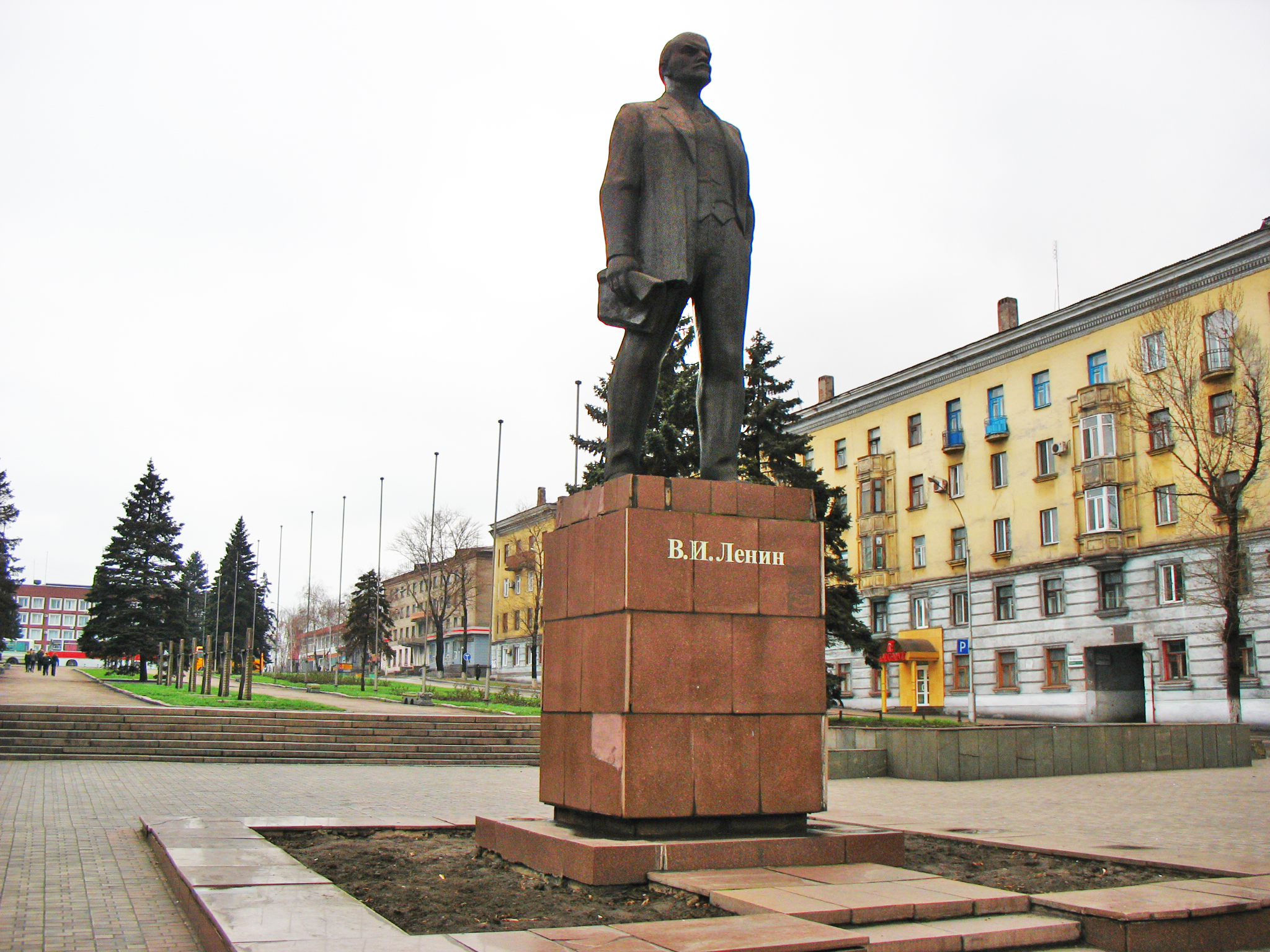
Lenin-Platz in Jenakijewe

## Stadtgliederung
Der Fluss Krynka fließt durch die Stadtratsgemeinde mit insgesamt 132.581 Einwohnern (2012). Diese gliedert sich neben der eigentlichen Stadt noch in die Stadt Junokomunariwsk (offiziell seit 2016 Bunhe/Бунге), die 3 Siedlungen städtischen Typs Druschne, Karlo-Marxowe (offiziell seit 2016 Sofijiwka/Софіївка) und Korsun, die 7 Dörfer Awilowka (Авіловка), Werchnja Krynka (Верхня Кринка), Nowoseliwka (Новоселівка), Petriwske (Петрівське – offiziell seit 2016 Krynytschky/Кринички), Puteprowid (Путепровід), Schaposchnykowe (Шапошникове) und Schewtschenko (Шевченко) sowie die 2 (An-)Siedlungen Staropetriwske (Старопетрівське) und Schtschebenka (Щебенка).
Die Stadt Wuhlehirsk samt 5 Siedlungen, die Siedlungsratgemeinden von Olchowatka und Bulawynske wurden am 11. Dezember 2014 aus der Stadt ausgegliedert und dem Rajon Artemiwsk (dem heutigen Rajon Bachmut) angeschlossen.

## Geschichte
1858 wurde an Stelle der Stadt ein experimentales Metallwerk geöffnet. 1895 wurde ein großes metallurgisches Kombinat Petrowskij gegründet, die dazugehörige Arbeitersiedlung erhielt 1898 zu Ehren des Mitgründers des Kombinats Fjodor Jenakijew den Namen Jenakijewe. 1925 erhielt die Siedlung die Stadtrechte, von 1923 bis 1936 hieß die Stadt Rykowo und 1936–1944 Ordschonikidse (zu Ehren der sowjetischen Funktionäre Alexei Iwanowitsch Rykow und Grigori Konstantinowitsch Ordschonikidse). 1932 wurde in der Stadt die bis heute verkehrende Straßenbahn Jenakijewe eröffnet. Vom 1. November 1941 bis zum 3. September 1943 war die Stadt von Truppen der Wehrmacht besetzt.
Am 16. September 1979 erfolgte im Interesse der Volkswirtschaft der Ukrainischen Sozialistischen Sowjetrepublik in der Kohlemine „Junij Komunar“ (Objekt „Kliwasch“) eine unterirdische Nuklearexplosion mit einer Stärke von 0,3 kt in einer Tiefe von 903 Metern zwischen den Flözen. Mit der Nuklearexplosion der VNIPIPROMTechnology (heute zu Rosatom) sollte die Spannung in der Gesteinsmasse verringert werden, was letztlich die Sicherheit des Kohlebergbaus verbessern sollte. Im Jahr 2002 wurde das Bergwerk geschlossen. Umweltschützer sehen eine Gefahr für das Grundwasser, das radioaktiv belastet sein kann. Pumpen fördern Wasser aus der stillgelegten Mine. 2018 wurde gewarnt, dass die Gefahr bestünde, dass die Grube bald überlaufen könnte.
Im Sommer 2014 gab es im Verlauf des Russisch-Ukrainischen Krieges Kämpfe im Ort. Dieser ist seither in der Hand der Separatisten der Volksrepublik Donezk.

## Wirtschaft
- „Hüttenwerk Jenakijewe“ (OAO „EMZ“) (etwa 10.000 Mitarbeiter)

## Bevölkerung

### Bevölkerungsentwicklung
| 1923   | 1926   | 1939   | 1959   | 1970   | 1979    | 1989    | 2001    | 2005   | 2016   |
| ------ | ------ | ------ | ------ | ------ | ------- | ------- | ------- | ------ | ------ |
| 13.749 | 24.291 | 88.566 | 92.306 | 92.131 | 114.163 | 120.332 | 103.997 | 96.616 | 79.409 |

Quellen:
| Volksgruppe     | Einwohner | 2001 (%) |
| --------------- | --------- | -------- |
| Russen          | 83.726    | 51,4     |
| Ukrainer        | 73.675    | 45,3     |
| Weißrussen      | 01.777    | 01,1     |
| Armenier        | 0587      | 00,4     |
| Aserbaidschaner | 0366      | 00,2     |
| Juden           | 0291      | 00,2     |

## Söhne und Töchter der Stadt
- Iwan Managarow (1898–1981), sowjetischer Generaloberst
- Oleg Alexandrowitsch Bannych (* 1931), russischer Materialwissenschaftler und Hochschullehrer
- Walentin Rudenko (1938–2016), Großmeister für Schachkomposition
- Julij Harbusow (1941–2016), Science-Fiction-Schriftsteller
- Anatolij Polywoda (1947–2024), Basketballspieler
- Wiktor Janukowytsch (* 1950), ehemaliger Vorsitzender der Partei der Regionen, ehemaliger Ministerpräsident und Präsident der Ukraine
- Wiktorija Malektorowytsch (* 1972), Schauspielerin
- Oleksandr Janukowytsch (* 1973), Unternehmer, Sohn von W. Janukowytsch
- Wiktor Wiktorowytsch Janukowytsch (1981–2015), Sohn von W. Janukowytsch
- Mykyta Burda (* 1995), Fußballer